# Eleições autárquicas portuguesas de 2013 na Madeira
| Eleições autárquicas portuguesas de 2013 Distritos: Aveiro \| Beja \| Braga \| Bragança \| Castelo Branco \| Coimbra \| Évora \| Faro \| Guarda \| Leiria \| Lisboa \| Portalegre \| Porto \| Santarém \| Setúbal \| Viana do Castelo \| Vila Real \| Viseu \| Açores \| Madeira |

## Resultados por concelho
Os resultados nos concelhos da Região Autónoma da Madeira foram os seguintes:

### Calheta

#### Câmara Municipal
| Partido                 | Partido                        | Votos  | %               | +/-  | Vereadores | +/-     |
| ----------------------- | ------------------------------ | ------ | --------------- | ---- | ---------- | ------- |
|                         | Partido Social Democrata       | 3 890  | 58,54 / 100,00  | 5,59 | 5 / 7      | 1       |
|                         | CDS – Partido Popular          | 1 727  | 25,99 / 100,00  | 5,99 | 2 / 7      | 1       |
|                         | Partido Socialista             | 535    | 8,05 / 100,00   | 2,53 | 0 / 7      | Estável |
|                         | Coligação Democrática Unitária | 223    | 3,36 / 100,00   | 2,33 | 0 / 7      | Estável |
| Votos Inválidos         | Votos Inválidos                | 270    | 4,07 / 100,00   | 1,52 |            |         |
| Total                   | Total                          | 6 645  | 100,00 / 100,00 |      | 7 / 7      |         |
| Eleitorado/Participação | Eleitorado/Participação        | 12 550 | 52,95 / 100,00  | 4,36 |            |         |

| Freguesia           | %     | %     | %     | %    | Votantes |
| Freguesia           | PSD   | CDS   | PS    | CDU  | Votantes |
| ------------------- | ----- | ----- | ----- | ---- | -------- |
| Arco da Calheta     | 54,60 | 31,67 | 5,80  | 3,77 | 1 828    |
| Calheta             | 58,50 | 20,00 | 13,33 | 3,56 | 1 800    |
| Estreito da Calheta | 72,51 | 17,31 | 4,07  | 3,28 | 884      |
| Fajã da Ovelha      | 52,32 | 34,29 | 5,89  | 2,50 | 560      |
| Jardim do Mar       | 51,68 | 14,77 | 19,46 | 4,03 | 149      |
| Paul do Mar         | 57,25 | 29,73 | 5,90  | 5,41 | 407      |
| Ponta do Pargo      | 46,13 | 38,89 | 9,26  | 2,02 | 594      |
| Prazeres            | 75,89 | 16,31 | 2,84  | 1,65 | 423      |
| Calheta             | 58,54 | 25,99 | 8,05  | 3,36 | 6 645    |

#### Assembleia Municipal
| Partido                 | Partido                        | Votos  | %               | +/-  | Mandatos | +/-     |
| ----------------------- | ------------------------------ | ------ | --------------- | ---- | -------- | ------- |
|                         | Partido Social Democrata       | 3 599  | 54,16 / 100,00  | 8,21 | 13 / 21  | 1       |
|                         | CDS – Partido Popular          | 1 906  | 28,68 / 100,00  | 6,17 | 6 / 21   | 1       |
|                         | Partido Socialista             | 587    | 8,83 / 100,00   | 0,73 | 2 / 21   | Estável |
|                         | Coligação Democrática Unitária | 236    | 3,55 / 100,00   | 2,23 | 0 / 21   | Estável |
| Votos Inválidos         | Votos Inválidos                | 317    | 4,77 / 100,00   | 2,06 |          |         |
| Total                   | Total                          | 6 645  | 100,00 / 100,00 |      | 21 / 21  |         |
| Eleitorado/Participação | Eleitorado/Participação        | 12 550 | 52,95 / 100,00  | 4,36 |          |         |

| Freguesia           | %     | %     | %     | %    | Votantes |
| Freguesia           | PSD   | CDS   | PS    | CDU  | Votantes |
| ------------------- | ----- | ----- | ----- | ---- | -------- |
| Arco da Calheta     | 50,27 | 34,52 | 6,62  | 3,88 | 1 828    |
| Calheta             | 52,11 | 23,33 | 15,06 | 3,83 | 1 800    |
| Estreito da Calheta | 70,70 | 18,67 | 3,62  | 2,83 | 884      |
| Fajã da Ovelha      | 52,68 | 33,75 | 6,25  | 2,86 | 560      |
| Jardim do Mar       | 43,62 | 14,09 | 27,52 | 4,03 | 149      |
| Paul do Mar         | 51,84 | 34,40 | 4,67  | 6,39 | 407      |
| Ponta do Pargo      | 41,92 | 42,76 | 8,92  | 2,53 | 594      |
| Prazeres            | 70,21 | 20,33 | 3,55  | 1,89 | 423      |
| Calheta             | 54,16 | 28,68 | 8,83  | 3,55 | 6 645    |

#### Juntas de Freguesia
| Partido                 | Partido                        | Votos  | %               | +/-  | Presidentes | Mandatos | +/-     |
| ----------------------- | ------------------------------ | ------ | --------------- | ---- | ----------- | -------- | ------- |
|                         | Partido Social Democrata       | 3 756  | 56,52 / 100,00  | 7,31 | 6 / 8       | 42 / 66  | 4       |
|                         | CDS – Partido Popular          | 2 029  | 30,53 / 100,00  | 5,54 | 2 / 8       | 21 / 66  | 4       |
|                         | Partido Socialista             | 328    | 4,94 / 100,00   | 0,61 | 0 / 8       | 3 / 66   | Estável |
|                         | Coligação Democrática Unitária | 244    | 3,67 / 100,00   | 1,17 | 0 / 8       | 0 / 66   | Estável |
| Votos Inválidos         | Votos Inválidos                | 288    | 4,33 / 100,00   | 1,54 |             |          |         |
| Total                   | Total                          | 6 645  | 100,00 / 100,00 |      | 8 / 8       | 66 / 66  |         |
| Eleitorado/Participação | Eleitorado/Participação        | 12 550 | 52,95 / 100,00  | 4,36 |             |          |         |

| Freguesia           | Partido Vencedor | Partido Vencedor         | %              | Mandatos |
| ------------------- | ---------------- | ------------------------ | -------------- | -------- |
| Arco da Calheta     |                  | Partido Social Democrata | 54,10 / 100,00 | 5 / 9    |
| Calheta             |                  | Partido Social Democrata | 53,89 / 100,00 | 6 / 9    |
| Estreito da Calheta |                  | Partido Social Democrata | 75,34 / 100,00 | 8 / 9    |
| Fajã da Ovelha      |                  | CDS – Partido Popular    | 48,75 / 100,00 | 5 / 9    |
| Jardim do Mar       |                  | Partido Social Democrata | 57,05 / 100,00 | 5 / 7    |
| Paul do Mar         |                  | Partido Social Democrata | 56,02 / 100,00 | 4 / 7    |
| Ponta do Pargo      |                  | CDS – Partido Popular    | 49,83 / 100,00 | 5 / 9    |
| Prazeres            |                  | Partido Social Democrata | 74,00 / 100,00 | 6 / 7    |

### Câmara de Lobos

#### Câmara Municipal
| Partido                 | Partido                               | Votos  | %               | +/-  | Vereadores | +/-     |
| ----------------------- | ------------------------------------- | ------ | --------------- | ---- | ---------- | ------- |
|                         | Partido Social Democrata              | 6 186  | 39,87 / 100,00  | 5,95 | 4 / 7      | Estável |
|                         | CDS – Partido Popular                 | 2 548  | 16,42 / 100,00  | 6,39 | 1 / 7      | Estável |
|                         | Partido da Terra                      | 2 198  | 14,17 / 100,00  | 0,97 | 1 / 7      | Estável |
|                         | PS-B.E.-PTP-PND                       | 2 157  | 13,90 / 100,00  | Novo | 1 / 7      | Novo    |
|                         | Coligação Democrática Unitária        | 878    | 5,66 / 100,00   | 0,39 | 0 / 7      | Estável |
|                         | Partido pelos Animais e pela Natureza | 605    | 3,90 / 100,00   | Novo | 0 / 7      | Novo    |
| Votos Inválidos         | Votos Inválidos                       | 943    | 6,08 / 100,00   | 2,86 |            |         |
| Total                   | Total                                 | 15 515 | 100,00 / 100,00 |      | 7 / 7      |         |
| Eleitorado/Participação | Eleitorado/Participação               | 32 457 | 47,80 / 100,00  | 3,86 |            |         |

| Freguesia                   | %     | %     | %     | %                | %    | %    | Votantes |
| Freguesia                   | PSD   | CDS   | MPT   | PS- BE- PTP- PND | CDU  | PAN  | Votantes |
| --------------------------- | ----- | ----- | ----- | ---------------- | ---- | ---- | -------- |
| Câmara de Lobos             | 36,90 | 16,82 | 13,65 | 15,62            | 6,72 | 4,44 | 6 740    |
| Curral das Freiras          | 54,46 | 13,80 | 3,57  | 12,49            | 8,73 | 1,97 | 1 065    |
| Estreito de Câmara de Lobos | 39,16 | 16,14 | 17,96 | 12,31            | 4,18 | 3,42 | 4 882    |
| Jardim da Serra             | 41,78 | 18,41 | 10,72 | 14,39            | 4,78 | 3,73 | 1 716    |
| Quinta Grande               | 44,06 | 14,66 | 16,10 | 11,06            | 4,14 | 4,86 | 1 112    |
| Câmara de Lobos             | 39,87 | 16,42 | 14,17 | 13,90            | 5,66 | 3,90 | 15 515   |

#### Assembleia Municipal
| Partido                 | Partido                               | Votos  | %               | +/-  | Mandatos | +/-     |
| ----------------------- | ------------------------------------- | ------ | --------------- | ---- | -------- | ------- |
|                         | Partido Social Democrata              | 6 066  | 39,10 / 100,00  | 7,86 | 9 / 21   | 2       |
|                         | CDS – Partido Popular                 | 2 601  | 16,76 / 100,00  | 6,52 | 4 / 21   | 2       |
|                         | Partido da Terra                      | 2 192  | 14,13 / 100,00  | 1,94 | 3 / 21   | Estável |
|                         | PS-B.E.-PTP-PND                       | 2 101  | 13,54 / 100,00  | Novo | 3 / 21   | Novo    |
|                         | Coligação Democrática Unitária        | 918    | 5,92 / 100,00   | 0,52 | 1 / 21   | Estável |
|                         | Partido pelos Animais e pela Natureza | 633    | 4,08 / 100,00   | Novo | 1 / 21   | Novo    |
| Votos Inválidos         | Votos Inválidos                       | 1 004  | 6,47 / 100,00   | 3,18 |          |         |
| Total                   | Total                                 | 15 515 | 100,00 / 100,00 |      | 21 / 21  |         |
| Eleitorado/Participação | Eleitorado/Participação               | 32 457 | 47,80 / 100,00  | 3,86 |          |         |

| Freguesia                   | %     | %     | %     | %                | %    | %    | Votantes |
| Freguesia                   | PSD   | CDS   | MPT   | PS- BE- PTP- PND | CDU  | PAN  | Votantes |
| --------------------------- | ----- | ----- | ----- | ---------------- | ---- | ---- | -------- |
| Câmara de Lobos             | 35,65 | 17,43 | 13,66 | 15,40            | 7,00 | 4,69 | 6 740    |
| Curral das Freiras          | 53,52 | 14,93 | 2,91  | 11,83            | 9,01 | 2,82 | 1 065    |
| Estreito de Câmara de Lobos | 38,98 | 15,79 | 18,00 | 12,02            | 4,38 | 3,56 | 4 882    |
| Jardim da Serra             | 42,02 | 18,82 | 9,91  | 13,58            | 5,13 | 3,61 | 1 716    |
| Quinta Grande               | 42,18 | 15,56 | 17,18 | 10,52            | 4,32 | 4,59 | 1 112    |
| Câmara de Lobos             | 39,10 | 16,76 | 14,13 | 13,54            | 5,92 | 4,08 | 15 515   |

#### Juntas de Freguesia
| Partido                 | Partido                               | Votos  | %               | +/-  | Presidentes | Mandatos | +/-  |
| ----------------------- | ------------------------------------- | ------ | --------------- | ---- | ----------- | -------- | ---- |
|                         | Partido Social Democrata              | 6 226  | 40,13 / 100,00  | 9,85 | 5 / 5       | 28 / 53  | 6    |
|                         | CDS – Partido Popular                 | 2 677  | 17,25 / 100,00  | 7,19 | 0 / 5       | 8 / 53   | 4    |
|                         | Partido da Terra                      | 2 394  | 15,43 / 100,00  | 3,35 | 0 / 5       | 8 / 53   | 2    |
|                         | PS-B.E.-PTP-PND                       | 2 085  | 13,44 / 100,00  | Novo | 0 / 5       | 7 / 53   | Novo |
|                         | Coligação Democrática Unitária        | 888    | 5,72 / 100,00   | 0,42 | 0 / 5       | 2 / 53   | 1    |
|                         | Partido pelos Animais e pela Natureza | 319    | 2,06 / 100,00   | Novo | 0 / 5       | 0 / 53   | Novo |
| Votos Inválidos         | Votos Inválidos                       | 926    | 5,97 / 100,00   | 2,90 |             |          |      |
| Total                   | Total                                 | 15 515 | 100,00 / 100,00 |      | 5 / 5       | 53 / 53  |      |
| Eleitorado/Participação | Eleitorado/Participação               | 32 457 | 47,80 / 100,00  | 3,86 |             |          |      |

| Freguesia                   | Partido Vencedor | Partido Vencedor         | %              | Mandatos |
| --------------------------- | ---------------- | ------------------------ | -------------- | -------- |
| Câmara de Lobos             |                  | Partido Social Democrata | 36,78 / 100,00 | 6 / 13   |
| Curral das Freiras          |                  | Partido Social Democrata | 54,93 / 100,00 | 6 / 9    |
| Estreito de Câmara de Lobos |                  | Partido Social Democrata | 38,45 / 100,00 | 6 / 13   |
| Jardim da Serra             |                  | Partido Social Democrata | 47,03 / 100,00 | 5 / 9    |
| Quinta Grande               |                  | Partido Social Democrata | 42,99 / 100,00 | 5 / 9    |

### Funchal

#### Câmara Municipal
| Partido                 | Partido                        | Votos   | %               | +/-   | Vereadores | +/-     |
| ----------------------- | ------------------------------ | ------- | --------------- | ----- | ---------- | ------- |
|                         | PS-B.E.-PND-MPT-PTP-PAN        | 21 102  | 39,22 / 100,00  | Novo  | 5 / 11     | Novo    |
|                         | Partido Social Democrata       | 17 450  | 32,43 / 100,00  | 19,77 | 4 / 11     | 3       |
|                         | CDS – Partido Popular          | 7 828   | 14,55 / 100,00  | 4,52  | 1 / 11     | Estável |
|                         | Coligação Democrática Unitária | 4 504   | 8,37 / 100,00   | 1,50  | 1 / 11     | Estável |
| Votos Inválidos         | Votos Inválidos                | 2 924   | 5,44 / 100,00   | 2,97  |            |         |
| Total                   | Total                          | 53 808  | 100,00 / 100,00 |       | 11 / 11    |         |
| Eleitorado/Participação | Eleitorado/Participação        | 106 637 | 50,46 / 100,00  | 2,29  |            |         |

| Freguesia                  | %     | %     | %     | %     | Votantes |
| Freguesia                  | MUD   | PSD   | CDS   | CDU   | Votantes |
| -------------------------- | ----- | ----- | ----- | ----- | -------- |
| Imaculado Coração de Maria | 39,98 | 32,62 | 13,63 | 7,93  | 3 139    |
| Monte                      | 39,53 | 33,16 | 12,43 | 9,52  | 3 362    |
| Santa Luzia                | 39,03 | 36,43 | 13,26 | 5,86  | 2 918    |
| Santa Maria Maior          | 41,68 | 31,15 | 14,61 | 7,38  | 6 776    |
| Santo António              | 37,27 | 31,49 | 15,67 | 10,15 | 13 028   |
| São Gonçalo                | 39,74 | 31,18 | 16,67 | 7,05  | 3 108    |
| São Martinho               | 40,23 | 31,11 | 15,14 | 7,92  | 11 925   |
| São Pedro                  | 42,07 | 30,97 | 13,46 | 8,39  | 3 432    |
| São Roque                  | 35,88 | 37,90 | 11,67 | 8,81  | 4 903    |
| Sé                         | 38,13 | 35,74 | 16,84 | 4,85  | 1 217    |
| Funchal                    | 39,22 | 32,43 | 14,55 | 8,37  | 53 808   |

#### Assembleia Municipal
| Partido                 | Partido                        | Votos   | %               | +/-   | Vereadores | +/-  |
| ----------------------- | ------------------------------ | ------- | --------------- | ----- | ---------- | ---- |
|                         | PS-B.E.-PND-MPT-PTP-PAN        | 20 849  | 38,73 / 100,00  | Novo  | 14 / 33    | Novo |
|                         | Partido Social Democrata       | 16 387  | 30,44 / 100,00  | 18,89 | 11 / 33    | 7    |
|                         | CDS – Partido Popular          | 8 448   | 15,69 / 100,00  | 4,86  | 5 / 33     | 1    |
|                         | Coligação Democrática Unitária | 5 060   | 9,40 / 100,00   | 1,91  | 3 / 33     | 1    |
| Votos Inválidos         | Votos Inválidos                | 3 087   | 5,74 / 100,00   | 3,21  |            |      |
| Total                   | Total                          | 53 831  | 100,00 / 100,00 |       | 33 / 33    |      |
| Eleitorado/Participação | Eleitorado/Participação        | 106 637 | 50,48 / 100,00  | 2,24  |            |      |

| Freguesia                  | %     | %     | %     | %     | Votantes |
| Freguesia                  | MUD   | PSD   | CDS   | CDU   | Votantes |
| -------------------------- | ----- | ----- | ----- | ----- | -------- |
| Imaculado Coração de Maria | 39,23 | 31,29 | 14,56 | 9,02  | 3 138    |
| Monte                      | 39,98 | 31,20 | 13,38 | 10,29 | 3 362    |
| Santa Luzia                | 38,28 | 34,24 | 14,26 | 7,23  | 2 918    |
| Santa Maria Maior          | 40,79 | 29,51 | 15,79 | 8,60  | 6 801    |
| Santo António              | 37,09 | 29,65 | 16,24 | 11,15 | 13 030   |
| São Gonçalo                | 39,31 | 28,40 | 18,74 | 7,92  | 3 106    |
| São Martinho               | 39,64 | 29,13 | 16,41 | 8,74  | 11 924   |
| São Pedro                  | 41,05 | 28,23 | 15,76 | 9,27  | 3 432    |
| São Roque                  | 35,41 | 35,71 | 12,81 | 10,24 | 4 903    |
| Sé                         | 37,55 | 33,77 | 18,65 | 6,08  | 1 217    |
| Funchal                    | 38,73 | 30,44 | 15,69 | 9,40  | 53 831   |

#### Juntas de Freguesia
| Partido                 | Partido                        | Votos   | %               | +/-   | Presidentes |         | Vereadores | +/-  |
| ----------------------- | ------------------------------ | ------- | --------------- | ----- | ----------- | ------- | ---------- | ---- |
|                         | PS-B.E.-PND-MPT-PTP-PAN        | 18 967  | 35,25 / 100,00  | Novo  | 5 / 10      | Novo    | 53 / 138   | Novo |
|                         | Partido Social Democrata       | 18 466  | 34,32 / 100,00  | 19,17 | 5 / 10      | 5       | 53 / 138   | 34   |
|                         | CDS – Partido Popular          | 7 608   | 14,14 / 100,00  | 2,62  | 0 / 10      | Estável | 19 / 138   | 2    |
|                         | Coligação Democrática Unitária | 4 970   | 9,24 / 100,00   | 1,44  | 0 / 10      | Estável | 10 / 138   | 1    |
|                         | Grupo de Cidadãos              | 661     | 1,23 / 100,00   | -     | 0 / 10      | -       | 3 / 138    | -    |
| Votos Inválidos         | Votos Inválidos                | 3 136   | 5,83 / 100,00   | 3,02  |             |         |            |      |
| Total                   | Total                          | 53 808  | 100,00 / 100,00 |       | 10 / 10     |         | 138 / 138  |      |
| Eleitorado/Participação | Eleitorado/Participação        | 106 637 | 50,46 / 100,00  | 2,31  |             |         |            |      |

| Freguesia                  | Partido Vencedor | Partido Vencedor         | %              | Mandatos |
| -------------------------- | ---------------- | ------------------------ | -------------- | -------- |
| Imaculado Coração de Maria |                  | PS-B.E.-PND-MPT-PTP-PAN  | 36,68 / 100,00 | 5 / 13   |
| Monte                      |                  | Partido Social Democrata | 34,09 / 100,00 | 5 / 13   |
| Santa Luzia                |                  | Partido Social Democrata | 44,11 / 100,00 | 6 / 13   |
| Santa Maria Maior          |                  | PS-B.E.-PND-MPT-PTP-PAN  | 38,29 / 100,00 | 5 / 13   |
| Santo António              |                  | Partido Social Democrata | 34,97 / 100,00 | 7 / 19   |
| São Gonçalo                |                  | PS-B.E.-PND-MPT-PTP-PAN  | 35,30 / 100,00 | 5 / 13   |
| São Martinho               |                  | PS-B.E.-PND-MPT-PTP-PAN  | 37,42 / 100,00 | 8 / 19   |
| São Pedro                  |                  | PS-B.E.-PND-MPT-PTP-PAN  | 39,80 / 100,00 | 6 / 13   |
| São Roque                  |                  | Partido Social Democrata | 41,38 / 100,00 | 6 / 13   |
| Sé                         |                  | Partido Social Democrata | 35,33 / 100,00 | 4 / 9    |

### Machico

#### Câmara Municipal
| Partido                 | Partido                               | Votos  | %               | +/-   | Vereadores | +/-     |
| ----------------------- | ------------------------------------- | ------ | --------------- | ----- | ---------- | ------- |
|                         | Partido Socialista                    | 5 631  | 47,90 / 100,00  | 8,36  | 4 / 7      | 1       |
|                         | Partido Social Democrata              | 3 926  | 33,40 / 100,00  | 16,73 | 3 / 7      | 1       |
|                         | CDS – Partido Popular                 | 829    | 7,05 / 100,00   | 3,99  | 0 / 7      | Estável |
|                         | Partido Trabalhista Português         | 278    | 2,36 / 100,00   | -     | 0 / 7      | -       |
|                         | Partido pelos Animais e pela Natureza | 246    | 2,09 / 100,00   | Novo  | 0 / 7      | Novo    |
|                         | Coligação Democrática Unitária        | 168    | 1,43 / 100,00   | 0,03  | 0 / 7      | Estável |
|                         | Bloco de Esquerda                     | 141    | 1,20 / 100,00   | 0,58  | 0 / 7      | Estável |
| Votos Inválidos         | Votos Inválidos                       | 537    | 4,57 / 100,00   | 2,36  |            |         |
| Total                   | Total                                 | 11 756 | 100,00 / 100,00 |       | 7 / 7      |         |
| Eleitorado/Participação | Eleitorado/Participação               | 21 036 | 55,89 / 100,00  | 3,01  |            |         |

| Freguesia              | %     | %     | %     | %    | %    | %    | %    | Votantes |
| Freguesia              | PS    | PSD   | CDS   | PTP  | PAN  | CDU  | BE   | Votantes |
| ---------------------- | ----- | ----- | ----- | ---- | ---- | ---- | ---- | -------- |
| Água de Pena           | 54,34 | 29,70 | 4,48  | 2,38 | 1,45 | 1,37 | 0,58 | 1 384    |
| Caniçal                | 40,91 | 34,65 | 14,69 | 2,54 | 1,55 | 0,99 | 0,66 | 2 124    |
| Machico                | 49,87 | 32,40 | 5,37  | 2,39 | 2,56 | 1,37 | 1,47 | 5 775    |
| Porto da Cruz          | 52,08 | 31,67 | 5,46  | 2,08 | 2,14 | 1,72 | 0,89 | 1 686    |
| Santo António da Serra | 32,02 | 47,52 | 6,73  | 2,03 | 1,14 | 2,54 | 2,41 | 787      |
| Machico                | 47,90 | 33,40 | 7,05  | 2,36 | 2,09 | 1,43 | 1,20 | 11 756   |

#### Assembleia Municipal
| Partido                 | Partido                               | Votos  | %               | +/-   | Mandatos | +/-     |
| ----------------------- | ------------------------------------- | ------ | --------------- | ----- | -------- | ------- |
|                         | Partido Socialista                    | 5 630  | 47,89 / 100,00  | 7,79  | 12 / 21  | 2       |
|                         | Partido Social Democrata              | 3 609  | 30,70 / 100,00  | 17,28 | 8 / 21   | 3       |
|                         | CDS – Partido Popular                 | 897    | 7,63 / 100,00   | 3,72  | 1 / 21   | 1       |
|                         | Partido Trabalhista Português         | 321    | 2,73 / 100,00   | -     | 0 / 21   | -       |
|                         | Partido pelos Animais e pela Natureza | 301    | 2,56 / 100,00   | Novo  | 0 / 21   | Novo    |
|                         | Coligação Democrática Unitária        | 224    | 1,91 / 100,00   | 0,18  | 0 / 21   | Estável |
|                         | Bloco de Esquerda                     | 194    | 1,65 / 100,00   | 0,38  | 0 / 21   | Estável |
| Votos Inválidos         | Votos Inválidos                       | 579    | 4,93 / 100,00   | 2,72  |          |         |
| Total                   | Total                                 | 11 755 | 100,00 / 100,00 |       | 21 / 21  |         |
| Eleitorado/Participação | Eleitorado/Participação               | 21 036 | 55,88 / 100,00  | 3,02  |          |         |

| Freguesia              | %     | %     | %     | %    | %    | %    | %    | Votantes |
| Freguesia              | PS    | PSD   | CDS   | PTP  | PAN  | CDU  | BE   | Votantes |
| ---------------------- | ----- | ----- | ----- | ---- | ---- | ---- | ---- | -------- |
| Água de Pena           | 56,07 | 27,24 | 3,76  | 2,60 | 1,88 | 1,59 | 1,16 | 1 384    |
| Caniçal                | 39,69 | 34,09 | 15,25 | 3,06 | 1,74 | 1,13 | 0,94 | 2 124    |
| Machico                | 49,76 | 28,58 | 6,32  | 2,87 | 3,22 | 2,01 | 2,11 | 5 774    |
| Porto da Cruz          | 51,66 | 30,13 | 6,11  | 2,37 | 2,25 | 2,02 | 1,19 | 1 686    |
| Santo António da Serra | 33,93 | 44,47 | 6,73  | 1,78 | 1,78 | 3,56 | 2,03 | 787      |
| Machico                | 47,89 | 30,70 | 7,63  | 2,73 | 2,56 | 1,91 | 1,65 | 11 755   |

#### Juntas de Freguesia
| Partido                 | Partido                               | Votos  | %               | +/-   | Presidentes | Mandatos | +/-     |
| ----------------------- | ------------------------------------- | ------ | --------------- | ----- | ----------- | -------- | ------- |
|                         | Partido Socialista                    | 5 554  | 47,26 / 100,00  | 6,63  | 3 / 5       | 28 / 49  | 6       |
|                         | Partido Social Democrata              | 3 898  | 33,17 / 100,00  | 16,74 | 2 / 5       | 19 / 47  | 8       |
|                         | CDS – Partido Popular                 | 942    | 8,01 / 100,00   | 5,22  | 0 / 5       | 2 / 49   | 2       |
|                         | Partido Trabalhista Português         | 272    | 2,31 / 100,00   | -     | 0 / 5       | 0 / 49   | -       |
|                         | Partido pelos Animais e pela Natureza | 236    | 2,01 / 100,00   | Novo  | 0 / 5       | 0 / 49   | Novo    |
|                         | Coligação Democrática Unitária        | 149    | 1,27 / 100,00   | 0,14  | 0 / 5       | 0 / 49   | Estável |
|                         | Bloco de Esquerda                     | 135    | 1,15 / 100,00   | 0,47  | 0 / 5       | 0 / 49   | Estável |
|                         | Grupo de Cidadãos                     | 97     | 0,83 / 100,00   | -     | 0 / 5       | 0 / 49   | -       |
| Votos Inválidos         | Votos Inválidos                       | 470    | 4,00 / 100,00   | 1,97  |             |          |         |
| Total                   | Total                                 | 11 753 | 100,00 / 100,00 |       | 5 / 5       | 49 / 49  |         |
| Eleitorado/Participação | Eleitorado/Participação               | 21 036 | 55,87 / 100,00  | 3,03  |             |          |         |

| Freguesia              | Partido Vencedor | Partido Vencedor         | %              | Mandatos |
| ---------------------- | ---------------- | ------------------------ | -------------- | -------- |
| Água de Pena           |                  | Partido Socialista       | 61,79 / 100,00 | 7 / 9    |
| Caniçal                |                  | Partido Social Democrata | 39,50 / 100,00 | 4 / 9    |
| Machico                |                  | Partido Socialista       | 48,49 / 100,00 | 8 / 13   |
| Porto da Cruz          |                  | Partido Socialista       | 54,92 / 100,00 | 6 / 9    |
| Santo António da Serra |                  | Partido Social Democrata | 49,30 / 100,00 | 5 / 9    |

### Ponta do Sol

#### Câmara Municipal
| Partido                 | Partido                        | Votos | %               | +/-   | Vereadores | +/-     |
| ----------------------- | ------------------------------ | ----- | --------------- | ----- | ---------- | ------- |
|                         | Partido Social Democrata       | 2 774 | 55,97 / 100,00  | 15,58 | 4 / 5      | Estável |
|                         | Partido Socialista             | 1 020 | 20,58 / 100,00  | 5,36  | 1 / 5      | Estável |
|                         | CDS – Partido Popular          | 404   | 8,15 / 100,00   | 1,71  | 0 / 5      | Estável |
|                         | Movimento pela Ponta do Sol    | 341   | 6,88 / 100,00   | Novo  | 0 / 5      | Novo    |
|                         | Partido Trabalhista Português  | 108   | 2,18 / 100,00   | -     | 0 / 5      | -       |
|                         | Bloco de Esquerda              | 89    | 1,80 / 100,00   | 0,07  | 0 / 5      | Estável |
|                         | Coligação Democrática Unitária | 54    | 1,09 / 100,00   | 0,65  | 0 / 5      | Estável |
| Votos Inválidos         | Votos Inválidos                | 166   | 3,35 / 100,00   | 1,32  |            |         |
| Total                   | Total                          | 4 956 | 100,00 / 100,00 |       | 5 / 5      |         |
| Eleitorado/Participação | Eleitorado/Participação        | 9 793 | 50,61 / 100,00  | 5,20  |            |         |

| Freguesia       | %     | %     | %    | %    | %    | %    | %    | Votantes |
| Freguesia       | PSD   | PS    | CDS  | MPS  | PTP  | BE   | CDU  | Votantes |
| --------------- | ----- | ----- | ---- | ---- | ---- | ---- | ---- | -------- |
| Canhas          | 56,25 | 20,58 | 8,82 | 8,12 | 1,35 | 1,05 | 0,75 | 2 007    |
| Madalena do Mar | 50,00 | 20,86 | 8,90 | 5,52 | 9,20 | 0,61 | 1,53 | 326      |
| Ponta do Sol    | 56,50 | 20,55 | 7,55 | 6,10 | 1,94 | 2,52 | 1,30 | 2 623    |
| Ponta do Sol    | 55,97 | 20,58 | 8,15 | 6,88 | 2,18 | 1,80 | 1,09 | 4 956    |

#### Assembleia Municipal
| Partido                 | Partido                        | Votos | %               | +/-   | Mandatos | +/-     |
| ----------------------- | ------------------------------ | ----- | --------------- | ----- | -------- | ------- |
|                         | Partido Social Democrata       | 2 362 | 47,68 / 100,00  | 19,24 | 8 / 15   | 3       |
|                         | Partido Socialista             | 1 106 | 22,33 / 100,00  | 4,58  | 4 / 15   | 1       |
|                         | CDS – Partido Popular          | 535   | 10,80 / 100,00  | 3,25  | 2 / 15   | 1       |
|                         | Movimento pela Ponta do Sol    | 459   | 9,27 / 100,00   | Novo  | 1 / 15   | Novo    |
|                         | Bloco de Esquerda              | 126   | 2,54 / 100,00   | 0,17  | 0 / 15   | Estável |
|                         | Partido Trabalhista Português  | 121   | 2,44 / 100,00   | -     | 0 / 15   | -       |
|                         | Coligação Democrática Unitária | 66    | 1,33 / 100,00   | 0,47  | 0 / 15   | Estável |
| Votos Inválidos         | Votos Inválidos                | 179   | 3,62 / 100,00   | 1,38  |          |         |
| Total                   | Total                          | 4 954 | 100,00 / 100,00 |       | 15 / 15  |         |
| Eleitorado/Participação | Eleitorado/Participação        | 9 793 | 50,59 / 100,00  | 5,24  |          |         |

| Freguesia       | %     | %     | %     | %    | %    | %    | %    | Votantes |
| Freguesia       | PSD   | PS    | CDS   | MPS  | BE   | PTP  | CDU  | Votantes |
| --------------- | ----- | ----- | ----- | ---- | ---- | ---- | ---- | -------- |
| Canhas          | 50,77 | 21,47 | 11,61 | 9,17 | 1,49 | 1,25 | 0,80 | 2 007    |
| Madalena do Mar | 43,21 | 26,23 | 10,19 | 6,79 | 0,31 | 8,95 | 1,54 | 324      |
| Ponta do Sol    | 45,86 | 22,49 | 10,26 | 9,65 | 3,62 | 2,55 | 1,72 | 2 623    |
| Ponta do Sol    | 47,68 | 22,33 | 10,80 | 9,27 | 2,54 | 2,44 | 1,33 | 4 954    |

#### Juntas de Freguesia
| Partido                 | Partido                        | Votos | %               | +/-   | Presidentes | Mandatos | +/-     |
| ----------------------- | ------------------------------ | ----- | --------------- | ----- | ----------- | -------- | ------- |
|                         | Partido Social Democrata       | 2 247 | 45,34 / 100,00  | 21,32 | 3 / 3       | 13 / 25  | 6       |
|                         | Partido Socialista             | 1 291 | 26,05 / 100,00  | 5,79  | 0 / 3       | 7 / 25   | 3       |
|                         | CDS – Partido Popular          | 596   | 12,03 / 100,00  | 5,04  | 0 / 3       | 3 / 25   | 1       |
|                         | Grupo de Cidadãos              | 369   | 7,45 / 100,00   | -     | 0 / 3       | 1 / 25   | -       |
|                         | Partido Trabalhista Português  | 124   | 2,50 / 100,00   | -     | 0 / 3       | 1 / 25   | -       |
|                         | Bloco de Esquerda              | 84    | 1,69 / 100,00   | 0,49  | 0 / 3       | 0 / 25   | Estável |
|                         | Coligação Democrática Unitária | 60    | 1,21 / 100,00   | 0,89  | 0 / 3       | 0 / 25   | Estável |
| Votos Inválidos         | Votos Inválidos                | 185   | 3,74 / 100,00   | 1,57  |             |          |         |
| Total                   | Total                          | 4 956 | 100,00 / 100,00 |       | 3 / 3       | 25 / 25  |         |
| Eleitorado/Participação | Eleitorado/Participação        | 9 793 | 50,61 / 100,00  | 5,25  |             |          |         |

| Freguesia       | Partido Vencedor | Partido Vencedor         | %              | Mandatos |
| --------------- | ---------------- | ------------------------ | -------------- | -------- |
| Canhas          |                  | Partido Social Democrata | 46,49 / 100,00 | 5 / 9    |
| Madalena do Mar |                  | Partido Social Democrata | 43,87 / 100,00 | 3 / 7    |
| Ponta do Sol    |                  | Partido Social Democrata | 44,64 / 100,00 | 5 / 9    |

### Porto Moniz

#### Câmara Municipal
| Partido                 | Partido                        | Votos | %               | +/-  | Vereadores | +/-     |
| ----------------------- | ------------------------------ | ----- | --------------- | ---- | ---------- | ------- |
|                         | Partido Socialista             | 1 067 | 49,10 / 100,00  | 3,69 | 3 / 5      | 1       |
|                         | Partido Social Democrata       | 1 011 | 46,53 / 100,00  | 4,42 | 2 / 5      | 1       |
|                         | CDS – Partido Popular          | 29    | 1,33 / 100,00   | 0,09 | 0 / 5      | Estável |
|                         | Coligação Democrática Unitária | 18    | 0,83 / 100,00   | 0,48 | 0 / 5      | Estável |
| Votos Inválidos         | Votos Inválidos                | 48    | 2,21 / 100,00   | 0,35 |            |         |
| Total                   | Total                          | 2 173 | 100,00 / 100,00 |      | 5 / 5      |         |
| Eleitorado/Participação | Eleitorado/Participação        | 3 453 | 62,93 / 100,00  | 2,57 |            |         |

| Freguesia         | %     | %     | %    | %    | Votantes |
| Freguesia         | PS    | PSD   | CDS  | CDU  | Votantes |
| ----------------- | ----- | ----- | ---- | ---- | -------- |
| Achadas da Cruz   | 46,50 | 49,68 | 1,27 | 1,27 | 157      |
| Porto Moniz       | 52,84 | 42,27 | 1,42 | 1,03 | 1 268    |
| Ribeira da Janela | 38,62 | 57,14 | 0,53 | 0,53 | 189      |
| Seixal            | 44,90 | 51,70 | 1,43 | 0,36 | 559      |
| Porto Moniz       | 49,10 | 46,53 | 1,33 | 0,83 | 2 173    |

#### Assembleia Municipal
| Partido                 | Partido                        | Votos | %               | +/-  | Mandatos | +/-     |
| ----------------------- | ------------------------------ | ----- | --------------- | ---- | -------- | ------- |
|                         | Partido Socialista             | 1 113 | 51,22 / 100,00  | 4,92 | 8 / 15   | 1       |
|                         | Partido Social Democrata       | 938   | 43,17 / 100,00  | 6,59 | 7 / 15   | 1       |
|                         | CDS – Partido Popular          | 56    | 2,58 / 100,00   | 0,85 | 0 / 15   | Estável |
|                         | Coligação Democrática Unitária | 18    | 0,83 / 100,00   | 0,30 | 0 / 15   | Estável |
| Votos Inválidos         | Votos Inválidos                | 48    | 2,21 / 100,00   | 0,53 |          |         |
| Total                   | Total                          | 2 173 | 100,00 / 100,00 |      | 15 / 15  |         |
| Eleitorado/Participação | Eleitorado/Participação        | 3 453 | 62,93 / 100,00  | 2,57 |          |         |

| Freguesia         | %     | %     | %    | %    | Votantes |
| Freguesia         | PS    | PSD   | CDS  | CDU  | Votantes |
| ----------------- | ----- | ----- | ---- | ---- | -------- |
| Achadas da Cruz   | 45,22 | 53,50 | 0,64 | 0    | 157      |
| Porto Moniz       | 55,52 | 38,72 | 1,97 | 0,95 | 1 268    |
| Ribeira da Janela | 37,57 | 57,67 | 1,06 | 1,59 | 189      |
| Seixal            | 47,76 | 45,44 | 5,01 | 0,54 | 559      |
| Porto Moniz       | 51,22 | 43,17 | 2,58 | 0,83 | 2 173    |

#### Juntas de Freguesia
| Partido                 | Partido                        | Votos | %               | +/-  | Presidentes | Mandatos | +/-     |
| ----------------------- | ------------------------------ | ----- | --------------- | ---- | ----------- | -------- | ------- |
|                         | Partido Socialista             | 1 190 | 54,76 / 100,00  | 7,66 | 2 / 4       | 16 / 30  | 1       |
|                         | Partido Social Democrata       | 864   | 39,76 / 100,00  | 8,58 | 2 / 4       | 14 / 30  | 1       |
|                         | CDS – Partido Popular          | 42    | 1,93 / 100,00   | 0,07 | 0 / 4       | 0 / 30   | Estável |
|                         | Coligação Democrática Unitária | 16    | 0,74 / 100,00   | 0,07 | 0 / 4       | 0 / 30   | Estável |
| Votos Inválidos         | Votos Inválidos                | 61    | 2,81 / 100,00   | 0,91 |             |          |         |
| Total                   | Total                          | 2 173 | 100,00 / 100,00 |      | 4 / 4       | 30 / 30  |         |
| Eleitorado/Participação | Eleitorado/Participação        | 3 453 | 62,93 / 100,00  | 2,57 |             |          |         |

| Freguesia         | Partido Vencedor | Partido Vencedor         | %              | Mandatos |
| ----------------- | ---------------- | ------------------------ | -------------- | -------- |
| Achadas da Cruz   |                  | Partido Social Democrata | 50,32 / 100,00 | 4 / 7    |
| Porto Moniz       |                  | Partido Socialista       | 58,83 / 100,00 | 6 / 9    |
| Ribeira da Janela |                  | Partido Social Democrata | 58,20 / 100,00 | 4 / 7    |
| Seixal            |                  | Partido Socialista       | 53,67 / 100,00 | 4 / 7    |

### Porto Santo

#### Câmara Municipal
| Partido                 | Partido                        | Votos | %               | +/-   | Vereadores | +/-     |
| ----------------------- | ------------------------------ | ----- | --------------- | ----- | ---------- | ------- |
|                         | Partido Socialista             | 1 484 | 41,42 / 100,00  | 18,51 | 3 / 5      | 2       |
|                         | Partido Social Democrata       | 1 310 | 36,56 / 100,00  | 32,03 | 2 / 5      | 2       |
|                         | CDS – Partido Popular          | 328   | 9,15 / 100,00   | 6,03  | 0 / 5      | Estável |
|                         | Partido Trabalhista Português  | 157   | 4,38 / 100,00   | -     | 0 / 5      | -       |
|                         | Somos Porto Santo              | 131   | 3,66 / 100,00   | Novo  | 0 / 5      | Novo    |
|                         | Coligação Democrática Unitária | 53    | 1,48 / 100,00   | 0,93  | 0 / 5      | Estável |
| Votos Inválidos         | Votos Inválidos                | 120   | 3,35 / 100,00   | 0,91  |            |         |
| Total                   | Total                          | 3 583 | 100,00 / 100,00 |       | 5 / 5      |         |
| Eleitorado/Participação | Eleitorado/Participação        | 5 707 | 62,78 / 100,00  | 0,66  |            |         |

| Freguesia   | %     | %     | %    | %    | %    | %    | Votantes |
| Freguesia   | PS    | PSD   | CDS  | PTP  | SPS  | CDU  | Votantes |
| ----------- | ----- | ----- | ---- | ---- | ---- | ---- | -------- |
| Porto Santo | 41,42 | 36,56 | 9,15 | 4,38 | 3,66 | 1,48 | 3 583    |
| Porto Santo | 41,42 | 36,56 | 9,15 | 4,38 | 3,66 | 1,48 | 3 583    |

#### Assembleia Municipal
| Partido                 | Partido                        | Votos | %               | +/-   | Mandatos | +/-     |
| ----------------------- | ------------------------------ | ----- | --------------- | ----- | -------- | ------- |
|                         | Partido Socialista             | 1 427 | 39,83 / 100,00  | 15,30 | 6 / 15   | 2       |
|                         | Partido Social Democrata       | 1 234 | 34,44 / 100,00  | 31,65 | 6 / 15   | 5       |
|                         | CDS – Partido Popular          | 479   | 13,37 / 100,00  | 10,10 | 2 / 15   | 2       |
|                         | Partido Trabalhista Português  | 238   | 6,64 / 100,00   | -     | 1 / 15   | -       |
|                         | Coligação Democrática Unitária | 59    | 1,65 / 100,00   | 1,13  | 0 / 15   | Estável |
| Votos Inválidos         | Votos Inválidos                | 146   | 4,08 / 100,00   | 1,49  |          |         |
| Total                   | Total                          | 3 583 | 100,00 / 100,00 |       | 15 / 15  |         |
| Eleitorado/Participação | Eleitorado/Participação        | 5 707 | 62,78 / 100,00  | 0,66  |          |         |

| Freguesia   | %     | %     | %     | %    | %    | Votantes |
| Freguesia   | PS    | PSD   | CDS   | PTP  | CDU  | Votantes |
| ----------- | ----- | ----- | ----- | ---- | ---- | -------- |
| Porto Santo | 39,83 | 34,44 | 13,37 | 6,64 | 1,65 | 3 583    |
| Porto Santo | 39,83 | 34,44 | 13,37 | 6,64 | 1,65 | 3 583    |

#### Juntas de Freguesia
| Partido                 | Partido                        | Votos | %               | +/-   | Presidentes | Mandatos | +/-     |
| ----------------------- | ------------------------------ | ----- | --------------- | ----- | ----------- | -------- | ------- |
|                         | Partido Social Democrata       | 1 738 | 48,51 / 100,00  | 20,36 | 1 / 1       | 7 / 13   | Baixa   |
|                         | Partido Socialista             | 1 202 | 33,55 / 100,00  | 11,34 | 0 / 1       | 5 / 13   | Baixa   |
|                         | CDS – Partido Popular          | 350   | 9,77 / 100,00   | 6,65  | 0 / 1       | 1 / 13   | Aumento |
|                         | Partido Trabalhista Português  | 134   | 3,74 / 100,00   | -     | 0 / 1       | 0 / 13   | -       |
|                         | Coligação Democrática Unitária | 40    | 1,12 / 100,00   | 0,36  | 0 / 1       | 0 / 13   | Aumento |
| Votos Inválidos         | Votos Inválidos                | 119   | 3,32 / 100,00   | 0,91  |             |          |         |
| Total                   | Total                          | 3 583 | 100,00 / 100,00 |       | 1 / 1       | 13 / 13  |         |
| Eleitorado/Participação | Eleitorado/Participação        | 5 707 | 62,78 / 100,00  | 0,66  |             |          |         |

| Freguesia   | Partido Vencedor | Partido Vencedor         | %              | Mandatos |
| ----------- | ---------------- | ------------------------ | -------------- | -------- |
| Porto Santo |                  | Partido Social Democrata | 48,51 / 100,00 | 7 / 13   |

### Ribeira Brava

#### Câmara Municipal
| Partido                 | Partido                        | Votos  | %               | +/-   | Vereadores | +/-     |
| ----------------------- | ------------------------------ | ------ | --------------- | ----- | ---------- | ------- |
|                         | Partido Social Democrata       | 2 878  | 41,61 / 100,00  | 16,07 | 4 / 7      | 1       |
|                         | Partido Socialista             | 1 507  | 21,79 / 100,00  | 3,02  | 2 / 7      | 1       |
|                         | CDS – Partido Popular          | 1 381  | 19,97 / 100,00  | 7,07  | 1 / 7      | Estável |
|                         | Partido Trabalhista Português  | 333    | 4,81 / 100,00   | -     | 0 / 7      | -       |
|                         | Coligação Democrática Unitária | 241    | 3,48 / 100,00   | 1,07  | 0 / 7      | Estável |
|                         | Bloco de Esquerda              | 185    | 2,67 / 100,00   | 0,63  | 0 / 7      | Estável |
| Votos Inválidos         | Votos Inválidos                | 391    | 5,66 / 100,00   | 2,15  |            |         |
| Total                   | Total                          | 6 916  | 100,00 / 100,00 |       | 7 / 7      |         |
| Eleitorado/Participação | Eleitorado/Participação        | 14 132 | 48,94 / 100,00  | 4,98  |            |         |

| Freguesia     | %     | %     | %     | %    | %    | %    | Votantes |
| Freguesia     | PSD   | PS    | CDS   | PTP  | CDU  | BE   | Votantes |
| ------------- | ----- | ----- | ----- | ---- | ---- | ---- | -------- |
| Campanário    | 42,89 | 21,78 | 16,04 | 5,87 | 3,20 | 2,71 | 2 250    |
| Ribeira Brava | 39,61 | 20,79 | 22,81 | 4,82 | 3,46 | 3,05 | 3 406    |
| Serra de Água | 39,13 | 25,94 | 23,24 | 3,15 | 3,00 | 1,65 | 667      |
| Tabua         | 51,10 | 22,93 | 14,84 | 2,70 | 5,23 | 1,52 | 593      |
| Ribeira Brava | 41,61 | 21,79 | 19,97 | 4,81 | 3,48 | 2,67 | 6 916    |

#### Assembleia Municipal
| Partido                 | Partido                        | Votos  | %               | +/-   | Mandatos | +/-     |
| ----------------------- | ------------------------------ | ------ | --------------- | ----- | -------- | ------- |
|                         | Partido Social Democrata       | 2 884  | 41,70 / 100,00  | 15,05 | 10 / 21  | 4       |
|                         | Partido Socialista             | 1 448  | 20,94 / 100,00  | 2,39  | 5 / 21   | 1       |
|                         | CDS – Partido Popular          | 1 349  | 19,51 / 100,00  | 6,22  | 5 / 21   | 2       |
|                         | Partido Trabalhista Português  | 354    | 5,12 / 100,00   | -     | 1 / 21   | -       |
|                         | Coligação Democrática Unitária | 236    | 3,41 / 100,00   | 0,75  | 0 / 21   | Estável |
|                         | Bloco de Esquerda              | 223    | 3,22 / 100,00   | 1,02  | 0 / 21   | Estável |
| Votos Inválidos         | Votos Inválidos                | 422    | 6,10 / 100,00   | 2,55  |          |         |
| Total                   | Total                          | 6 916  | 100,00 / 100,00 |       | 21 / 21  |         |
| Eleitorado/Participação | Eleitorado/Participação        | 14 132 | 48,94 / 100,00  | 4,98  |          |         |

| Freguesia     | %     | %     | %     | %    | %    | %    | Votantes |
| Freguesia     | PSD   | PS    | CDS   | PTP  | CDU  | BE   | Votantes |
| ------------- | ----- | ----- | ----- | ---- | ---- | ---- | -------- |
| Campanário    | 43,16 | 21,16 | 16,00 | 5,82 | 3,16 | 2,93 | 2 250    |
| Ribeira Brava | 39,64 | 19,79 | 21,90 | 5,43 | 3,35 | 3,82 | 3 406    |
| Serra de Água | 40,63 | 24,74 | 23,34 | 3,60 | 2,85 | 2,40 | 667      |
| Tabua         | 49,24 | 22,43 | 15,85 | 2,36 | 5,40 | 1,85 | 593      |
| Ribeira Brava | 41,70 | 20,94 | 19,51 | 5,12 | 3,41 | 3,22 | 6 916    |

#### Juntas de Freguesia
| Partido                 | Partido                        | Votos  | %               | +/-   | Presidentes | Mandatos | +/-     |
| ----------------------- | ------------------------------ | ------ | --------------- | ----- | ----------- | -------- | ------- |
|                         | Partido Social Democrata       | 3 076  | 44,48 / 100,00  | 12,67 | 4 / 4       | 23 / 40  | 3       |
|                         | CDS – Partido Popular          | 1 352  | 19,55 / 100,00  | 6,38  | 0 / 4       | 8 / 40   | 3       |
|                         | Partido Socialista             | 1 343  | 19,42 / 100,00  | 0,06  | 0 / 4       | 9 / 40   | Estável |
|                         | Partido Trabalhista Português  | 312    | 4,51 / 100,00   | -     | 0 / 4       | 0 / 40   | -       |
|                         | Coligação Democrática Unitária | 254    | 3,67 / 100,00   | 1,02  | 0 / 4       | 0 / 40   | Estável |
|                         | Bloco de Esquerda              | 176    | 2,54 / 100,00   | 0,07  | 0 / 4       | 0 / 40   | Estável |
| Votos Inválidos         | Votos Inválidos                | 403    | 5,83 / 100,00   | 2,16  |             |          |         |
| Total                   | Total                          | 6 916  | 100,00 / 100,00 |       | 4 / 4       | 40 / 40  |         |
| Eleitorado/Participação | Eleitorado/Participação        | 14 132 | 48,94 / 100,00  | 4,98  |             |          |         |

| Freguesia     | Partido Vencedor | Partido Vencedor         | %              | Mandatos |
| ------------- | ---------------- | ------------------------ | -------------- | -------- |
| Campanário    |                  | Partido Social Democrata | 47,73 / 100,00 | 6 / 9    |
| Ribeira Brava |                  | Partido Social Democrata | 39,93 / 100,00 | 6 / 13   |
| Serra de Água |                  | Partido Social Democrata | 42,13 / 100,00 | 5 / 9    |
| Tabua         |                  | Partido Social Democrata | 60,88 / 100,00 | 6 / 9    |

### Santa Cruz

#### Câmara Municipal
| Partido                 | Partido                               | Votos  | %               | +/-   | Vereadores | +/-     |
| ----------------------- | ------------------------------------- | ------ | --------------- | ----- | ---------- | ------- |
|                         | Juntos pelo Povo                      | 13 886 | 64,42 / 100,00  | 32,39 | 5 / 7      | 2       |
|                         | Partido Social Democrata              | 4 979  | 23,10 / 100,00  | 18,78 | 2 / 7      | 1       |
|                         | Coligação Democrática Unitária        | 999    | 4,63 / 100,00   | 0,41  | 0 / 7      | Estável |
|                         | Partido pelos Animais e pela Natureza | 806    | 3,74 / 100,00   | Novo  | 0 / 7      | Novo    |
| Votos Inválidos         | Votos Inválidos                       | 884    | 4,10 / 100,00   | 0,80  |            |         |
| Total                   | Total                                 | 21 554 | 100,00 / 100,00 |       | 7 / 7      |         |
| Eleitorado/Participação | Eleitorado/Participação               | 37 490 | 57,49 / 100,00  | 1,45  |            |         |

| Freguesia              | %     | %     | %    | %    | Votantes |
| Freguesia              | JPP   | PSD   | CDU  | PAN  | Votantes |
| ---------------------- | ----- | ----- | ---- | ---- | -------- |
| Camacha                | 59,53 | 27,34 | 5,00 | 3,85 | 4 159    |
| Caniço                 | 61,98 | 22,18 | 5,93 | 5,19 | 10 468   |
| Gaula                  | 80,09 | 14,64 | 1,99 | 0,86 | 2 315    |
| Santa Cruz             | 67,84 | 23,76 | 2,93 | 1,98 | 3 999    |
| Santo António da Serra | 57,91 | 37,68 | 1,14 | 0,65 | 613      |
| Santa Cruz             | 64,42 | 23,10 | 4,63 | 3,74 | 21 554   |

#### Assembleia Municipal
| Partido                 | Partido                               | Votos  | %               | +/-   | Mandatos | +/-     |
| ----------------------- | ------------------------------------- | ------ | --------------- | ----- | -------- | ------- |
|                         | Juntos pelo Povo                      | 14 112 | 65,47 / 100,00  | 36,34 | 15 / 21  | 9       |
|                         | Partido Social Democrata              | 4 900  | 22,73 / 100,00  | 20,35 | 5 / 21   | 5       |
|                         | Coligação Democrática Unitária        | 922    | 4,28 / 100,00   | 1,34  | 1 / 21   | Estável |
|                         | Partido pelos Animais e pela Natureza | 747    | 3,47 / 100,00   | Novo  | 0 / 21   | Novo    |
| Votos Inválidos         | Votos Inválidos                       | 873    | 4,05 / 100,00   | 0,83  |          |         |
| Total                   | Total                                 | 21 554 | 100,00 / 100,00 |       | 21 / 21  |         |
| Eleitorado/Participação | Eleitorado/Participação               | 37 490 | 57,49 / 100,00  | 1,45  |          |         |

| Freguesia              | %     | %     | %    | %    | Votantes |
| Freguesia              | JPP   | PSD   | CDU  | PAN  | Votantes |
| ---------------------- | ----- | ----- | ---- | ---- | -------- |
| Camacha                | 59,53 | 27,34 | 5,00 | 3,85 | 4 159    |
| Caniço                 | 62,97 | 22,40 | 5,46 | 4,61 | 10 468   |
| Gaula                  | 79,09 | 15,33 | 2,03 | 1,25 | 2 315    |
| Santa Cruz             | 70,74 | 21,51 | 2,30 | 1,78 | 3 999    |
| Santo António da Serra | 62,64 | 33,12 | 0,49 | 0,65 | 613      |
| Santa Cruz             | 65,47 | 22,73 | 4,28 | 3,47 | 21 554   |

#### Juntas de Freguesia
| Partido                 | Partido                               | Votos  | %               | +/-   | Presidentes | Mandatos | +/-  |
| ----------------------- | ------------------------------------- | ------ | --------------- | ----- | ----------- | -------- | ---- |
|                         | Grupo de Cidadãos                     | 13 068 | 60,63 / 100,00  | 34,89 | 5 / 5       | 39 / 55  | 22   |
|                         | Partido Social Democrata              | 6 145  | 28,51 / 100,00  | 20,26 | 0 / 5       | 16 / 55  | 15   |
|                         | Coligação Democrática Unitária        | 966    | 4,48 / 100,00   | 0,63  | 0 / 5       | 0 / 55   | 1    |
|                         | Partido pelos Animais e pela Natureza | 513    | 2,38 / 100,00   | Novo  | 0 / 5       | 0 / 55   | Novo |
| Votos Inválidos         | Votos Inválidos                       | 862    | 4,00 / 100,00   | 0,89  |             |          |      |
| Total                   | Total                                 | 21 554 | 100,00 / 100,00 |       | 5 / 5       | 55 / 55  |      |
| Eleitorado/Participação | Eleitorado/Participação               | 37 490 | 57,49 / 100,00  | 1,45  |             |          |      |

| Freguesia              | Partido Vencedor | Partido Vencedor  | %              | Mandatos |
| ---------------------- | ---------------- | ----------------- | -------------- | -------- |
| Camacha                |                  | Grupo de Cidadãos | 59,82 / 100,00 | 9 / 13   |
| Caniço                 |                  | Grupo de Cidadãos | 56,70 / 100,00 | 9 / 13   |
| Gaula                  |                  | Grupo de Cidadãos | 80,86 / 100,00 | 8 / 9    |
| Santa Cruz             |                  | Grupo de Cidadãos | 61,82 / 100,00 | 9 / 13   |
| Santo António da Serra |                  | Grupo de Cidadãos | 49,10 / 100,00 | 4 / 7    |

### Santana

#### Câmara Municipal
| Partido                 | Partido                        | Votos | %               | +/-   | Vereadores | +/-     |
| ----------------------- | ------------------------------ | ----- | --------------- | ----- | ---------- | ------- |
|                         | CDS – Partido Popular          | 2 605 | 51,72 / 100,00  | 39,69 | 3 / 5      | 3       |
|                         | Partido Social Democrata       | 1 667 | 33,10 / 100,00  | 25,35 | 2 / 5      | 2       |
|                         | Partido Socialista             | 392   | 7,78 / 100,00   | 14,61 | 0 / 5      | 1       |
|                         | Coligação Democrática Unitária | 72    | 1,43 / 100,00   | 0,13  | 0 / 5      | Estável |
|                         | Partido Trabalhista Português  | 65    | 1,29 / 100,00   | -     | 0 / 5      | -       |
|                         | Bloco de Esquerda              | 60    | 1,19 / 100,00   | 0,41  | 0 / 5      | Estável |
| Votos Inválidos         | Votos Inválidos                | 176   | 3,49 / 100,00   | 0,32  |            |         |
| Total                   | Total                          | 5 037 | 100,00 / 100,00 |       | 5 / 5      |         |
| Eleitorado/Participação | Eleitorado/Participação        | 8 516 | 59,15 / 100,00  | 0,72  |            |         |

| Freguesia          | %     | %     | %     | %    | %    | %    | Votantes |
| Freguesia          | CDS   | PSD   | PS    | CDU  | PTP  | BE   | Votantes |
| ------------------ | ----- | ----- | ----- | ---- | ---- | ---- | -------- |
| Arco de São Jorge  | 49,67 | 40,13 | 4,28  | 0,66 | 1,32 | 0    | 304      |
| Faial              | 38,49 | 42,27 | 9,72  | 2,15 | 1,84 | 1,13 | 977      |
| Ilha               | 40,31 | 47,64 | 7,33  | 0,52 | 0,52 | 1,05 | 191      |
| Santana            | 59,40 | 26,58 | 7,35  | 1,11 | 1,26 | 1,35 | 2 069    |
| São Jorge          | 62,28 | 28,07 | 2,53  | 1,17 | 0,78 | 1,46 | 1 026    |
| São Roque do Faial | 28,30 | 43,19 | 19,57 | 2,77 | 1,70 | 0,85 | 470      |
| Santana            | 51,72 | 33,10 | 7,78  | 1,43 | 1,29 | 1,19 | 5 037    |

#### Assembleia Municipal
| Partido                 | Partido                        | Votos | %               | +/-   | Mandatos | +/-     |
| ----------------------- | ------------------------------ | ----- | --------------- | ----- | -------- | ------- |
|                         | CDS – Partido Popular          | 2 357 | 46,78 / 100,00  | 33,75 | 8 / 15   | 6       |
|                         | Partido Social Democrata       | 1 723 | 34,19 / 100,00  | 19,25 | 6 / 15   | 3       |
|                         | Partido Socialista             | 539   | 10,70 / 100,00  | 14,24 | 1 / 15   | 3       |
|                         | Coligação Democrática Unitária | 88    | 1,75 / 100,00   | 0,04  | 0 / 15   | Estável |
|                         | Partido Trabalhista Português  | 85    | 1,69 / 100,00   | -     | 0 / 15   | -       |
|                         | Bloco de Esquerda              | 72    | 1,43 / 100,00   | 0,74  | 0 / 15   | Estável |
| Votos Inválidos         | Votos Inválidos                | 175   | 3,47 / 100,00   | 0,13  |          |         |
| Total                   | Total                          | 5 039 | 100,00 / 100,00 |       | 15 / 15  |         |
| Eleitorado/Participação | Eleitorado/Participação        | 8 516 | 59,17 / 100,00  | 0,74  |          |         |

| Freguesia          | %     | %     | %     | %    | %    | %    | Votantes |
| Freguesia          | CDS   | PSD   | PS    | CDU  | PTP  | BE   | Votantes |
| ------------------ | ----- | ----- | ----- | ---- | ---- | ---- | -------- |
| Arco de São Jorge  | 48,52 | 39,34 | 5,57  | 0,66 | 1,64 | 0,66 | 305      |
| Faial              | 35,41 | 42,07 | 11,57 | 2,66 | 2,97 | 1,43 | 977      |
| Ilha               | 36,13 | 48,69 | 9,42  | 1,05 | 0,52 | 1,05 | 191      |
| Santana            | 51,67 | 28,23 | 12,23 | 1,40 | 1,59 | 1,40 | 2 069    |
| São Jorge          | 59,10 | 29,70 | 3,51  | 1,17 | 1,07 | 1,75 | 1 027    |
| São Roque do Faial | 25,11 | 44,68 | 21,70 | 3,62 | 1,49 | 1,28 | 470      |
| Santana            | 46,78 | 34,19 | 10,70 | 1,75 | 1,69 | 1,43 | 5 039    |

#### Juntas de Freguesia
| Partido                 | Partido                        | Votos | %               | +/-   | Presidentes | Mandatos | +/-     |
| ----------------------- | ------------------------------ | ----- | --------------- | ----- | ----------- | -------- | ------- |
|                         | CDS – Partido Popular          | 2 303 | 45,71 / 100,00  | 29,93 | 2 / 6       | 22 / 48  | 16      |
|                         | Partido Social Democrata       | 1 761 | 34,95 / 100,00  | 20,43 | 4 / 6       | 22 / 48  | 12      |
|                         | Partido Socialista             | 596   | 11,83 / 100,00  | 9,68  | 0 / 6       | 4 / 48   | 4       |
|                         | Coligação Democrática Unitária | 92    | 1,83 / 100,00   | 0,41  | 0 / 6       | 0 / 48   | Estável |
|                         | Partido Trabalhista Português  | 63    | 1,25 / 100,00   | -     | 0 / 6       | 0 / 48   | -       |
|                         | Bloco de Esquerda              | 47    | 0,93 / 100,00   | 0,09  | 0 / 6       | 0 / 48   | Estável |
| Votos Inválidos         | Votos Inválidos                | 176   | 3,49 / 100,00   | 0,13  |             |          |         |
| Total                   | Total                          | 5 038 | 100,00 / 100,00 |       | 6 / 6       | 48 / 48  |         |
| Eleitorado/Participação | Eleitorado/Participação        | 8 516 | 59,16 / 100,00  | 0,73  |             |          |         |

| Freguesia          | Partido Vencedor | Partido Vencedor         | %              | Mandatos |
| ------------------ | ---------------- | ------------------------ | -------------- | -------- |
| Arco de São Jorge  |                  | Partido Social Democrata | 47,37 / 100,00 | 4 / 7    |
| Faial              |                  | Partido Social Democrata | 47,70 / 100,00 | 5 / 9    |
| Ilha               |                  | Partido Social Democrata | 51,31 / 100,00 | 4 / 7    |
| Santana            |                  | CDS – Partido Popular    | 53,77 / 100,00 | 6 / 9    |
| São Jorge          |                  | CDS – Partido Popular    | 62,71 / 100,00 | 6 / 9    |
| São Roque do Faial |                  | Partido Social Democrata | 47,56 / 100,00 | 4 / 7    |

### São Vicente

#### Câmara Municipal
| Partido                 | Partido                        | Votos | %               | +/-   | Vereadores | +/-     |
| ----------------------- | ------------------------------ | ----- | --------------- | ----- | ---------- | ------- |
|                         | Unidos por São Vicente         | 2 380 | 64,69 / 100,00  | Novo  | 3 / 5      | Novo    |
|                         | Partido Social Democrata       | 1 136 | 30,88 / 100,00  | 17,90 | 2 / 5      | 1       |
|                         | Bloco de Esquerda              | 41    | 1,11 / 100,00   | 0,48  | 0 / 5      | Estável |
|                         | Coligação Democrática Unitária | 33    | 0,90 / 100,00   | 0,16  | 0 / 5      | Estável |
| Votos Inválidos         | Votos Inválidos                | 89    | 2,42 / 100,00   | 1,18  |            |         |
| Total                   | Total                          | 3 679 | 100,00 / 100,00 |       | 5 / 5      |         |
| Eleitorado/Participação | Eleitorado/Participação        | 6 470 | 56,86 / 100,00  | 0,84  |            |         |

| Freguesia     | %     | %     | %    | %    | Votantes |
| Freguesia     | UPSV  | PSD   | BE   | CDU  | Votantes |
| ------------- | ----- | ----- | ---- | ---- | -------- |
| Boa Ventura   | 71,11 | 23,41 | 1,00 | 1,12 | 803      |
| Ponta Delgada | 59,11 | 36,58 | 1,14 | 0,63 | 790      |
| São Vicente   | 64,33 | 31,59 | 1,15 | 0,91 | 2 086    |
| São Vicente   | 64,69 | 30,88 | 1,11 | 0,90 | 3 679    |

#### Assembleia Municipal
| Partido                 | Partido                        | Votos | %               | +/-   | Mandatos | +/-     |
| ----------------------- | ------------------------------ | ----- | --------------- | ----- | -------- | ------- |
|                         | Unidos por São Vicente         | 2 354 | 63,93 / 100,00  | Novo  | 10 / 15  | Novo    |
|                         | Partido Social Democrata       | 1 144 | 31,07 / 100,00  | 17,40 | 5 / 15   | 3       |
|                         | Bloco de Esquerda              | 48    | 1,30 / 100,00   | 0,48  | 0 / 15   | Estável |
|                         | Coligação Democrática Unitária | 38    | 1,03 / 100,00   | 0,13  | 0 / 15   | Estável |
| Votos Inválidos         | Votos Inválidos                | 98    | 2,66 / 100,00   | 0,65  |          |         |
| Total                   | Total                          | 3 682 | 100,00 / 100,00 |       | 15 / 15  |         |
| Eleitorado/Participação | Eleitorado/Participação        | 6 470 | 56,91 / 100,00  | 0,89  |          |         |

| Freguesia     | %     | %     | %    | %    | Votantes |
| Freguesia     | UPSV  | PSD   | BE   | CDU  | Votantes |
| ------------- | ----- | ----- | ---- | ---- | -------- |
| Boa Ventura   | 69,49 | 25,16 | 1,25 | 1,25 | 803      |
| Ponta Delgada | 57,97 | 36,46 | 1,39 | 1,39 | 790      |
| São Vicente   | 64,05 | 31,31 | 1,29 | 0,81 | 2 089    |
| São Vicente   | 63,93 | 31,07 | 1,30 | 1,03 | 3 682    |

#### Juntas de Freguesia
| Partido                 | Partido                        | Votos | %               | +/-   | Presidentes | Mandatos | +/-     |
| ----------------------- | ------------------------------ | ----- | --------------- | ----- | ----------- | -------- | ------- |
|                         | Grupo de Cidadãos              | 2 213 | 60,18 / 100,00  | -     | 3 / 3       | 17 / 27  | -       |
|                         | Partido Social Democrata       | 1 279 | 34,78 / 100,00  | 15,46 | 0 / 3       | 10 / 27  | 6       |
|                         | Coligação Democrática Unitária | 46    | 1,25 / 100,00   | 0,14  | 0 / 3       | 0 / 27   | Estável |
|                         | Bloco de Esquerda              | 40    | 1,09 / 100,00   | 0,38  | 0 / 3       | 0 / 27   | Estável |
| Votos Inválidos         | Votos Inválidos                | 99    | 2,69 / 100,00   | 0,40  |             |          |         |
| Total                   | Total                          | 3 677 | 100,00 / 100,00 |       | 3 / 3       | 27 / 27  |         |
| Eleitorado/Participação | Eleitorado/Participação        | 6 470 | 56,83 / 100,00  | 0,81  |             |          |         |

| Freguesia     | Partido Vencedor | Partido Vencedor  | %              | Mandatos |
| ------------- | ---------------- | ----------------- | -------------- | -------- |
| Boa Ventura   |                  | Grupo de Cidadãos | 62,52 / 100,00 | 6 / 9    |
| Ponta Delgada |                  | Grupo de Cidadãos | 54,94 / 100,00 | 5 / 9    |
| São Vicente   |                  | Grupo de Cidadãos | 61,28 / 100,00 | 6 / 9    |